# Scheyville National Park
Scheyville National Park är en park i Australien. Den ligger i delstaten New South Wales, i den sydöstra delen av landet, omkring 42 kilometer nordväst om delstatshuvudstaden Sydney. Scheyville National Park ligger 30 meter över havet. Arean är 9,2 kvadratkilometer.
Runt Scheyville National Park är det tätbefolkat, med 331 invånare per kvadratkilometer.. Närmaste större samhälle är Blacktown, omkring 19 kilometer söder om Scheyville National Park.
I omgivningarna runt Scheyville National Park växer huvudsakligen savannskog. Genomsnittlig årsnederbörd är 1 267 millimeter. Den regnigaste månaden är februari, med i genomsnitt 216 mm nederbörd, och den torraste är juli, med 25 mm nederbörd.